# Талантов, Дмитрий Николаевич
Дмитрий Николаевич Талантов (род. 29 декабря 1960) — известный российский юрист, специалист по уголовному праву и уголовному процессу, адвокат, президент Адвокатской палаты Удмуртской Республики. Первый российский адвокат, осужденный по ст. 207.3 УК РФ. Уголовное дело Дмитрия Талантова широко освещалось в российском и международном медиапространстве. Правозащитный центр «Мемориал» признал Дмитрия Талантова политическим заключенным. Amnesty International признала его узником совести.

### Биография
Дмитрий Талантов родился 29 декабря 1960 года, окончил специализированную математическую школу, затем Удмуртский государственный университет, получив юридическое образование. В 1980-х годах начал карьеру адвоката, в конце 1980-х годов несколько лет работал судьей, затем снова вернулся в адвокатуру. Адвокат, президент Адвокатской палаты Удмуртской республики с 2002 года. Житель города Ижевска, Удмуртская Республика. Женат, жена Ольга, адвокат.
В августе 2021 года Талантов стал адвокатом журналиста Ивана Сафронова, обвинявшегося в государственной измене, после того, как предыдущий адвокат Сафронова, правозащитник и адвокат Иван Павлов, столкнулся с преследованием и угрозами лишения статуса адвоката из-за своей правозащитной деятельности.

### Уголовное дело Дмитрия Талантова
Уголовное дело Дмитрия Талантова получило в прессе название «дело о постах в Фейсбуке», поскольку именно несколько постов о действиях российской армии в Харькове, Мариуполе, Ирпене, Буче на личной странице адвоката в социальной сети Фейсбук стали основанием для уголовного дела в отношении адвоката и последующего приговора. Дмитрий Талантов виновным себя не признал, хотя не отрицал авторства написанных постов. Уголовное преследование Талантова началось после того, как 12 апреля блогер Роман Скоморохов выложил на сайте «Военное обозрение» скриншоты постов Талантова в Фейсбуке и пообещал написать по этому поводу обращения в Генпрокуратуру и управление ФСБ по Удмуртии. Ранее  на Талантова завели административное дело о «дискредитации» российских вооруженных сил за пост, в котором он написал, что сторонникам войны не место в адвокатуре. Административное дело было возбуждено по доносу адвоката Виолетты Волковой.
Уголовное дело возбуждено по обвинению в совершении преступления, предусмотренного ч. 2 ст. 207.3 УК РФ («Публичное распространение заведомо ложной информации об использовании Вооружённых Сил Российской Федерации, исполнении государственными органами Российской Федерации своих полномочий по мотивам политической ненависти», до 10 лет лишения свободы) и п. «б» ч. 2 ст. 282 УК РФ (возбуждение ненависти или вражды лицом с использованием служебного положения).
Объединенная пресс-служба судов республики по этому поводу сообщила:
Суд установил, что с марта по июнь 2022 года Талантов на своей странице в одной из соцсетей дважды разместил тексты, направленные на возбуждение ненависти и вражды в отношении социальной группы. Кроме того, он распространил под видом достоверных сведений заведомо ложную информацию о действиях ВС РФ при проведении СВО. Подсудимый вину в предъявленном обвинении не признал. При назначении наказания суд учел, что Талантов ранее к уголовной ответственности не привлекался, имел положительные характеристики. 
По совокупности преступлений Дмитрию Талантову назначено наказание в виде семи лет лишения свободы в исправительной колонии общего режима с лишением права заниматься деятельностью, связанной с администрированием сайтов и каналов с использованием электронных или информационно-телекоммуникационных сетей, в том числе сети Интернет, на срок четыре года.
28 июня 2022 года в Ижевске, около 10 утра, Дмитрий Талантов был задержан и вечером того же дня его доставили в Москву. 29 июня 2022 года Черемушкинский районный суд Москвы избрал ему мерой пресечения содержание под стражей.

### Обвинение по ст. 207.3 УК РФ
Статья 207.3 «Публичное распространение заведомо ложной информации об использовании Вооруженных Сил Российской Федерации, исполнении государственными органами Российской Федерации своих полномочий, оказании добровольческими формированиями, организациями или лицами содействия в выполнении задач, возложенных на Вооруженные Силы Российской Федерации или войска национальной гвардии Российской Федерации», в соответствии с которой обвинялся Дмитрий Талантов, введена Федеральным законом от 04.03.2022 N 32-ФЗ и действует в редакции Федеральных законов от 25.03.2022 N 63-ФЗ, от 18.03.2023 N 58-ФЗ, от 25.12.2023 N 641-ФЗ, т.е. в нее в течение первого года после принятия дважды вносились изменения.
Статья 207.3 предусматривает следующее:
1. Публичное распространение под видом достоверных сообщений заведомо ложной информации, содержащей данные об использовании Вооруженных Сил Российской Федерации в целях защиты интересов Российской Федерации и ее граждан, поддержания международного мира и безопасности либо об исполнении государственными органами Российской Федерации своих полномочий за пределами территории Российской Федерации в указанных целях, а равно содержащей данные об оказании добровольческими формированиями, организациями или лицами содействия в выполнении задач, возложенных на Вооруженные Силы Российской Федерации или войска национальной гвардии Российской Федерации, -
наказывается штрафом в размере от семисот тысяч до полутора миллионов рублей или в размере заработной платы или иного дохода осужденного за период от одного года до восемнадцати месяцев, либо исправительными работами на срок до одного года, либо принудительными работами на срок до пяти лет, либо лишением свободы на тот же срок.
2. То же деяние, совершенное:
а) лицом с использованием своего служебного положения;
б) группой лиц, группой лиц по предварительному сговору или организованной группой;
в) с искусственным созданием доказательств обвинения;
г) из корыстных побуждений;
д) по мотивам политической, идеологической, расовой, национальной или религиозной ненависти или вражды либо по мотивам ненависти или вражды в отношении какой-либо социальной группы, -
наказывается штрафом в размере от трех миллионов до пяти миллионов рублей или в размере заработной платы или иного дохода осужденного за период от трех до пяти лет, либо принудительными работами на срок до пяти лет с лишением права занимать определенные должности или заниматься определенной деятельностью на срок до пяти лет, либо лишением свободы на срок от пяти до десяти лет с лишением права занимать определенные должности или заниматься определенной деятельностью на срок до пяти лет.
3. Деяния, предусмотренные частями первой и второй настоящей статьи, если они повлекли тяжкие последствия, -
наказываются лишением свободы на срок от десяти до пятнадцати лет с лишением права занимать определенные должности или заниматься определенной деятельностью на срок до пяти лет.
Таким образом, ст. 207.3 предусматривает наказание за ненасильственное преступление, наказание за которое сравнимо по срокам и степени тяжести с такими преступлениями как убийство, грабеж или разбой.

По мнению Мемориала, эта статья противоречит как российской Конституции и международным обязательствам РФ, так и базовым принципам права. Ряд видных российских юристов призвали (по другому уголовному делу по этой же статье в отношении муниципального депутата Горинова) отменить ст. 207.3 УК РФ как антиконституционную, в своем обращении они указали:
Статья 207.3 Уголовного кодекса целиком не согласуется с нормами Конституции — в частности, её статьями 13 (признание идеологического и политического многообразия основой конституционного строя России), 28 (свобода выбирать, иметь и распространять свои убеждения и действовать в соответствии с ними), 29 (свобода мысли и слова; запрет принуждения к отказу от своих убеждений; запрет цензуры), 54 (запрет произвольного уголовного преследования).  ...статья 207.3 УК, а также статья 280.3 УК Российской Федерации, как и статья 20.3.3 КоАП Российской Федерации, запрещающие «публичные действия, направленные на дискредитацию использования Вооруженных Сил», прямо нацелены и используются для подавления критики и свободной конкуренции мнений об использовании Вооруженных Сил Российской Федерации и проводимой государством политике. По сути, они являются реинкарнацией худших порождений советского репрессивного аппарата: уголовных статей за антисоветскую агитацию и пропаганду, а также распространение заведомо ложных измышлений, порочащих советский государственный и общественный строй.
С требованиями проверить на предмет конституционности ст. 207.3 УК РФ обращались и группа адвокатов и муниципальных депутатов г. Москвы.

Конституционный Суд РФ в отношении жалоб на административную ответственность указал, что
введение административной ответственности за дискредитацию в период проведения военной операции не может вызывать сомнений.
Специальный докладчик ООН по правам человека в Российской Федерации в Специальном докладе рекомендовала:
В срочном порядке отменить статьи 207.3, 275.1, 280.3 и 284.2 Уголовного кодекса РФ и немедленно освободить содержащихся под стражей на основании этих положений лиц, отменить их приговоры и погасить судимости; аналогичным образом пересмотреть положения Кодекса об административных правонарушениях, касающиеся «дискредитации армии» и «фейковых новостей», и отменить, в частности, статьи 20.3.3 и 20.3.4

### Юридическая квалификация
Как стало известно из дела Дмитрия Талантова, применение ст. 207.3 УК РФ предполагает неограниченный характер интерпретации органами обвинения в отношении причинно-следственной связи и элементов правонарушения, т.е. юридическая квалификация осуществляется вне традиционных для уголовного права категорий вины и причинно-следственной связи. Адвокаты Дмитрия Талантова ссылались на то, что позиция Министерства обороны по этим вопросам (поскольку Талантов обвинялся в распространении ложной информации, противоречащей официальным данным Минобороны РФ) на момент публикации постов в Фейсбуке Дмитрия Талантова не была обнародована и не могла быть известна Талантову. Таким образом, в обвинительном приговоре налицо признаки объективного вменения, прямо запрещенного уголовным законодательством (ч. 2 ст. 5 УК РФ). В судебном заседании Дмитрий Талантов заявил по этому поводу:
Как я мог сделать заведомо ложные, дискредитирующие заявления, которые не соответствуют сведениям Минобороны, если их еще не опубликовали? Там же время указано. Как это понимать?
Талантов в уголовном процессе указал, что ни в одном из его текстовых материалов, за которые его привлекают к уголовной ответственности, не содержалось никакой, в том числе заведомо ложной, информации об использовании ВС РФ на территории Украины.

### Последствия для адвокатуры
29 июня 2022 года, обосновывая арест, судья Сергей Хомяков подчеркнул, что Талантов — адвокат, а следовательно знает тонкости правоохранительной системы, может «продолжить преступную деятельность» или скрыться, используя свой опыт адвоката. Тем самым в России был создан прецедент, в соответствии с которым профессия адвоката является одним из дополнительных оснований избирать такую меру пресечения как арест вместо меры пресечения не связанной с лишением свободы, поскольку профессия адвоката сопряжена со знанием правоохранительной системы. Этот подход является дискриминирующим по признаку профессии.

### Признание политзаключенным
Правозащитный центр «Мемориал» признал Дмитрия Талантова политическим заключенным. Amnesty International признала его узником совести.

### Компания за освобождение Дмитрия Талантова и защиту прав адвокатов
Более пятисот представителей адвокатского и юридического сообщества подписали письмо в защиту Дмитрия Талантова.

Специальный докладчик ООН по правам человека в Российской Федерации Мариана Кацарова призвала оправдать Дмитрия Талантова
Необходимо немедленно освободить Талантова и снять с него любые обвинения, поскольку такие действия, как ненасильственное выражение собственного мнения или несогласия с войной, защищены международным правом прав человека. Привлечение к уголовной ответственности за такие действия в соответствии с так называемым законом о “военной цензуре”, единственная цель которого – заглушить инакомыслие в России, нарушает международные стандарты в области прав человека и должно быть срочно отменено.
С аналогичным требованием выступили Европейский парламент, Международная ассоциация российских адвокатов, Российская хельсинская группа, Amnesty International, Комиссия по правам человека АП СПБ. Международная ассоциация юристов (IBA) также сделала заявление о том, что Дмитрий Талантов должен быть немедленно освобожден. Президент Международной ассоциации юристов Стернфорд Мейо, в частности, сказал:
IBA призывает освободить Дмитрия Талантова и снять с него все обвинения. Арест и длительное содержание под стражей Талантова являются примером того, как российские власти пренебрегают Конституцией страны. ...Появление нового закона, по которому предъявлено обвинение Талантову, можно рассматривать лишь как попытку властей России подорвать Конституцию, заставить молчать инакомыслящих и контролировать сам образ мысли россиян. Талантов и все граждане России должны иметь возможность свободно выражать своё мнение, не опасаясь ареста. IBA осуждает задержание Талантова и призывает отменить статью 207.3 Уголовного кодекса России»
В заявлении Amnesty International сказано:
То, что адвоката Талантова задержали совершенно безосновательно, очевидно из самих вменяемых ему «деяний». Уголовная статья о «фейках» о российской армии – один из самых бесстыдных инструментов властей для подавления инакомыслия. Она может избирательно применяться к любому, кто выступает против развязанной Россией войны с Украиной. Её использовали против Дмитрия Талантова, по всей видимости, не только в связи с его критикой вторжения в Украину, но и за его участие в качестве защитника в резонансных уголовных делах, в том числе в деле обвинённого в госизмене Ивана Сафронова, которого так же, судя по всему, преследуют по политическим мотивам. Дело против Талантова — это атака на всё адвокатское сообщество России.
Федеральная палата адвокатов ходатайствовала в суде об избрании Дмитрию Талантову меры пресечения, не связанной с лишением свободы.
Освободить Дмитрия Талантова призвала также группа Pet Shop Boys.

### Творчество
Дмитрий Талантов является автором ряда материалов ФПА, в частности:
- "Правовой нигилизм – наша национальная беда"[42]
- "Стыд. Здравый смысл и «государственная измена"
- "В поисках срединного пути. О проекте стандарта участия адвоката-защитника в уголовном судопроизводстве"
- "Шаг к самоорганизации. Какой стандарт уголовной защиты потребен адвокатуре"
- "Лично я на это не подписывался. Об очередных попытках распространения норм КПЭА за пределы профессии и пределах вмешательства корпорации в область гражданских свобод"[43]

### ДелоИвана Сафронова
На момент возбуждения уголовного дела Дмитрий Талантов являлся адвокатом советника главы Роскосмоса, бывшего журналиста газеты «Коммерсантъ» Ивана Сафронова, обвиняемого в государственной измене. По версии ФСБ Сафронов передал западным разведкам информацию о военно-техническом сотрудничестве России со странами Африки, а также о деятельности Вооруженных сил России на Ближнем Востоке.
В уголовное дело Ивана Сафронова Дмитрий Талантов вступил после того, как статус адвоката Ивана Павлова, ранее защищавшего Сафронова, был приостановлен, а самого адвоката признали инагентом, и позже возбудили против него уголовное дело (неисполнение обязанности иноагента и государственная измена 

Талантов был четвертым адвокатом Ивана Сафронова, и заявлял о нарушении прав своего подзащитного на защиту и возможность знакомиться с материалами дела, делать из них выписки, а так же на то, что в следственное управление нельзя было взять с собой даже УПК РФ:
В результате мне запретили в следственном управлении ФСБ пользоваться своими записями и тетрадями для фиксации любых сведений. Я выписывал в свою тетрадь только те обстоятельства, которые не связаны с гостайной и с документами секретного характера. Но когда я начинал такую фиксацию, у меня отбирали записи, – рассказывает Талантов. – Сначала их приобщали к “секретной” тетради, а потом к материалам уголовного дела. Что само по себе нелепость и дикость, ведь эти записи представляют собой предмет адвокатской тайны.
Уголовное дело Ивана Сафронова получило значительный общественный резонанс и слушалось в закрытом режиме. Задержание Талантова именно тогда, когда Мосгорсуд начал рассматривать дело Сафронова по существу, могло быть произведено также с целью отстранить адвоката от судебного разбирательства. Два других адвоката Ивана Сафронова Евгений Смирнов и Иван Павлов вследствие давления ФСБ покинули Россию.  Сафронов вину не признал, приговорен к 22 годам, Верховный Суд РФ оставил приговор в силе. 